# Chlorita edithae
Chlorita edithae är en insektsart som beskrevs av White 1878. Chlorita edithae ingår i släktet Chlorita och familjen dvärgstritar. Inga underarter finns listade i Catalogue of Life.